# Siberia
Siberia (en ruso: Сиби́рь, tr.: Sibir) es una vasta región geográfica que ocupa la parte oriental de la Federación de Rusia, por lo que también es llamada la Rusia oriental o Rusia del Este; y por su situación geográfica respecto al continente asiático se denomina ocasionalmente Asia Septentrional, Asia del Norte, Norasia o Norte de Asia.
Es una región que se extiende desde los montes Urales en el oeste, hasta el océano Pacífico en el este, y que colinda al norte con el océano Ártico y al sur con Kazajistán, Mongolia, Corea del Norte y China. El río Yeniséi la divide en dos partes: la occidental y la oriental. A Siberia como tal no le corresponde una división político-administrativa, sino que son varios los distritos de la Federación Rusa que incluye.
Siberia representa aproximadamente el 76 % del territorio de la Federación de Rusia, esto es, 13,1 millones de kilómetros cuadrados o más de 3/4 del total de Rusia, mayor que el segundo país del mundo, Canadá. En esa superficie vive el 28 % de la población de Rusia, menos de 1/3 del total, unos 36 millones de personas, aproximadamente. Esto es equivalente a una densidad de población promedio de aproximadamente tres habitantes por kilómetro cuadrado (similar a la densidad de Australia), lo que significa que Siberia es una de las regiones menos pobladas de la Tierra.

## Toponimia
Algunas fuentes dicen que su nombre proviene del equivalente turco a «tierra dormida». Para otros el nombre procede de la tribu de los sibires, nómadas eurasiáticos, más tarde asimilados a los tártaros siberianos. El significado moderno del nombre pasó a la lengua rusa después de la conquista del kanato de Siberia.

## Geografía
En Siberia pueden reconocer tres partes geográficamente distintas, separadas por los ríos Yeniséi y Lena:
- La Siberia Occidental (2 427 000 km²), colindando y al este de los montes Urales. Se trata de una vasta planicie de 2000 km de anchura, de tierras bajas y mal drenadas, en donde son muy frecuentes los pantanos, lagos y ciénagas. El extremo norte es la costa del océano Glacial Ártico, territorio muy poco iluminado por la luz solar. Su bioma predominante es la tundra. Al sur de la tundra manda  el bosque de coníferas (abetos, piceas). Y por debajo del paralelo 50°N comienza la presencia de una densa foresta de latifolias caducifolias, la conocida como la taiga de Siberia Occidental.
- La Siberia Central (4 122 000 km²), al este del río Yeniséi, que culmina entre 300 y 1200 m de altitud, territorio recortado por cañones algunos ocupados por profundos y grandes lagos como el Baikal. Al sur destaca el alto sistema montañoso constituido por el Altái y los montes Sayanes, con cumbres de 3000 y hasta más de 4000 metros de altura.
- La Siberia Oriental, ubicada también en el Extremo Oriente ruso (más de 6 millones de km²), al este del río Lena, está constituida por varios macizos montañosos que acaban al este en el estrecho de Bering y la península de Kamchatka donde abundan los volcanes activos. Su ecorregión predominante es la taiga de Siberia Oriental.

### Clima y biomas

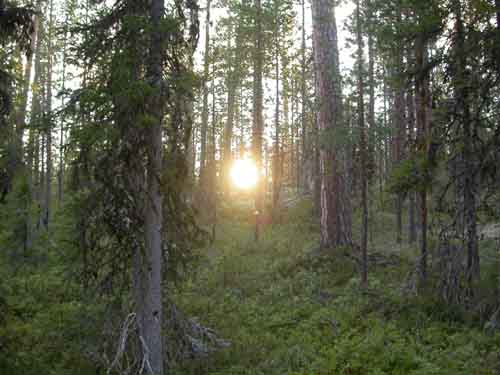
Taiga siberiana.

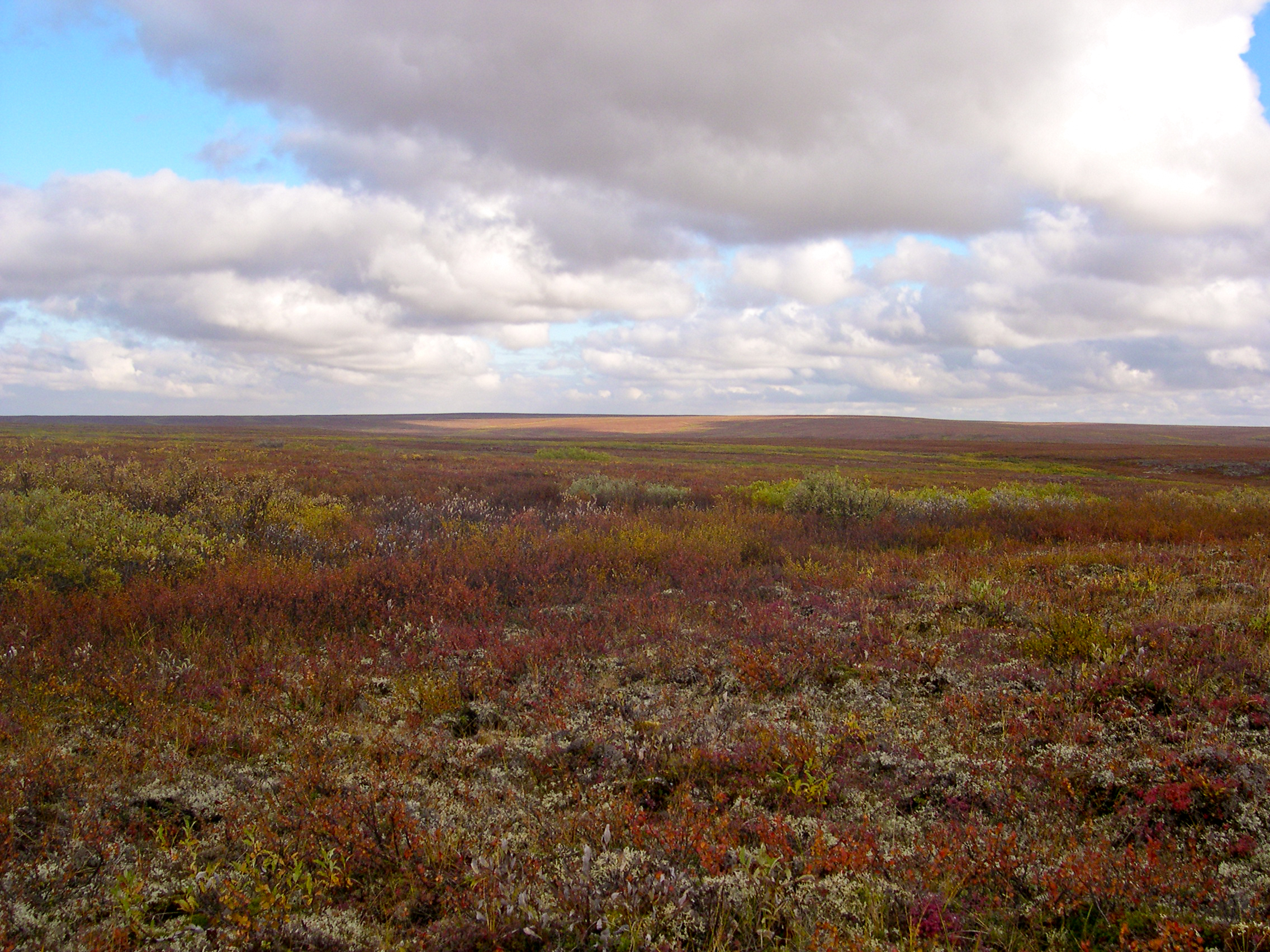
Tundra siberiana.

La mayor parte de Siberia se compone de zonas boscosas (taigas) y pantanosas donde predomina un clima subártico muy extremo, con veranos muy breves e inviernos prolongados muy rigurosos y poco soleados.
Las partes más septentrionales de Siberia se caracterizan por el bioma de la tundra con un clima extremadamente frío, pudiendo alcanzar fácilmente los -50 ºC (en Siberia Oriental, más exactamente en Verjoyansk se han registrado temperaturas inferiores a -68 °C). 
Amplias zonas siberianas tienen un suelo permanentemente congelado o permafrost principalmente en las cercanías del círculo polar ártico, situación que dificulta la construcción y la introducción de redes hidráulicas en los dispersos asentamientos humanos.

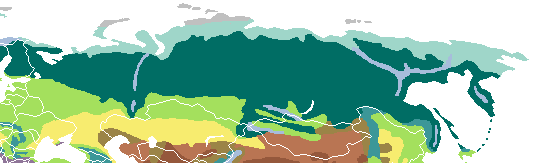
Biomas en Rusia.
desierto polar
tundra
tundra alpina
taiga
bosque de montaña
bosques latifoliados templados
estepa templada
estepa seca

| Parámetros climáticos promedio de Novosibirsk, ciudad más poblada de Siberia | Parámetros climáticos promedio de Novosibirsk, ciudad más poblada de Siberia | Parámetros climáticos promedio de Novosibirsk, ciudad más poblada de Siberia | Parámetros climáticos promedio de Novosibirsk, ciudad más poblada de Siberia | Parámetros climáticos promedio de Novosibirsk, ciudad más poblada de Siberia | Parámetros climáticos promedio de Novosibirsk, ciudad más poblada de Siberia | Parámetros climáticos promedio de Novosibirsk, ciudad más poblada de Siberia | Parámetros climáticos promedio de Novosibirsk, ciudad más poblada de Siberia | Parámetros climáticos promedio de Novosibirsk, ciudad más poblada de Siberia | Parámetros climáticos promedio de Novosibirsk, ciudad más poblada de Siberia | Parámetros climáticos promedio de Novosibirsk, ciudad más poblada de Siberia | Parámetros climáticos promedio de Novosibirsk, ciudad más poblada de Siberia | Parámetros climáticos promedio de Novosibirsk, ciudad más poblada de Siberia | Parámetros climáticos promedio de Novosibirsk, ciudad más poblada de Siberia |
| Mes                                                                          | Ene.                                                                         | Feb.                                                                         | Mar.                                                                         | Abr.                                                                         | May.                                                                         | Jun.                                                                         | Jul.                                                                         | Ago.                                                                         | Sep.                                                                         | Oct.                                                                         | Nov.                                                                         | Dic.                                                                         | Anual                                                                        |
| ---------------------------------------------------------------------------- | ---------------------------------------------------------------------------- | ---------------------------------------------------------------------------- | ---------------------------------------------------------------------------- | ---------------------------------------------------------------------------- | ---------------------------------------------------------------------------- | ---------------------------------------------------------------------------- | ---------------------------------------------------------------------------- | ---------------------------------------------------------------------------- | ---------------------------------------------------------------------------- | ---------------------------------------------------------------------------- | ---------------------------------------------------------------------------- | ---------------------------------------------------------------------------- | ---------------------------------------------------------------------------- |
| Temp. máx. media (°C)                                                        | -12.2                                                                        | -10.3                                                                        | -3.6                                                                         | 8.5                                                                          | 16.5                                                                         | 24.0                                                                         | 25.7                                                                         | 22.2                                                                         | 15.3                                                                         | 6.8                                                                          | -5.9                                                                         | -10.9                                                                        | 7.0                                                                          |
| Temp. media (°C)                                                             | -16.2                                                                        | -14.7                                                                        | -7.2                                                                         | 3.2                                                                          | 11.6                                                                         | 18.2                                                                         | 20.2                                                                         | 17.0                                                                         | 11.5                                                                         | 3.4                                                                          | -6.0                                                                         | -14.3                                                                        | 2.4                                                                          |
| Temp. mín. media (°C)                                                        | -20.1                                                                        | -19.1                                                                        | -11.8                                                                        | -1.7                                                                         | 5.6                                                                          | 12.3                                                                         | 14.7                                                                         | 11.7                                                                         | 6.4                                                                          | 0.0                                                                          | -9.1                                                                         | -16.4                                                                        | -2.3                                                                         |
| Precipitación total (mm)                                                     | 19                                                                           | 14                                                                           | 15                                                                           | 24                                                                           | 36                                                                           | 58                                                                           | 72                                                                           | 66                                                                           | 44                                                                           | 38                                                                           | 32                                                                           | 24                                                                           | 442                                                                          |
| Fuente:                                                                      |                                                                              |                                                                              |                                                                              |                                                                              |                                                                              |                                                                              |                                                                              |                                                                              |                                                                              |                                                                              |                                                                              |                                                                              |                                                                              |

### Hidrografía

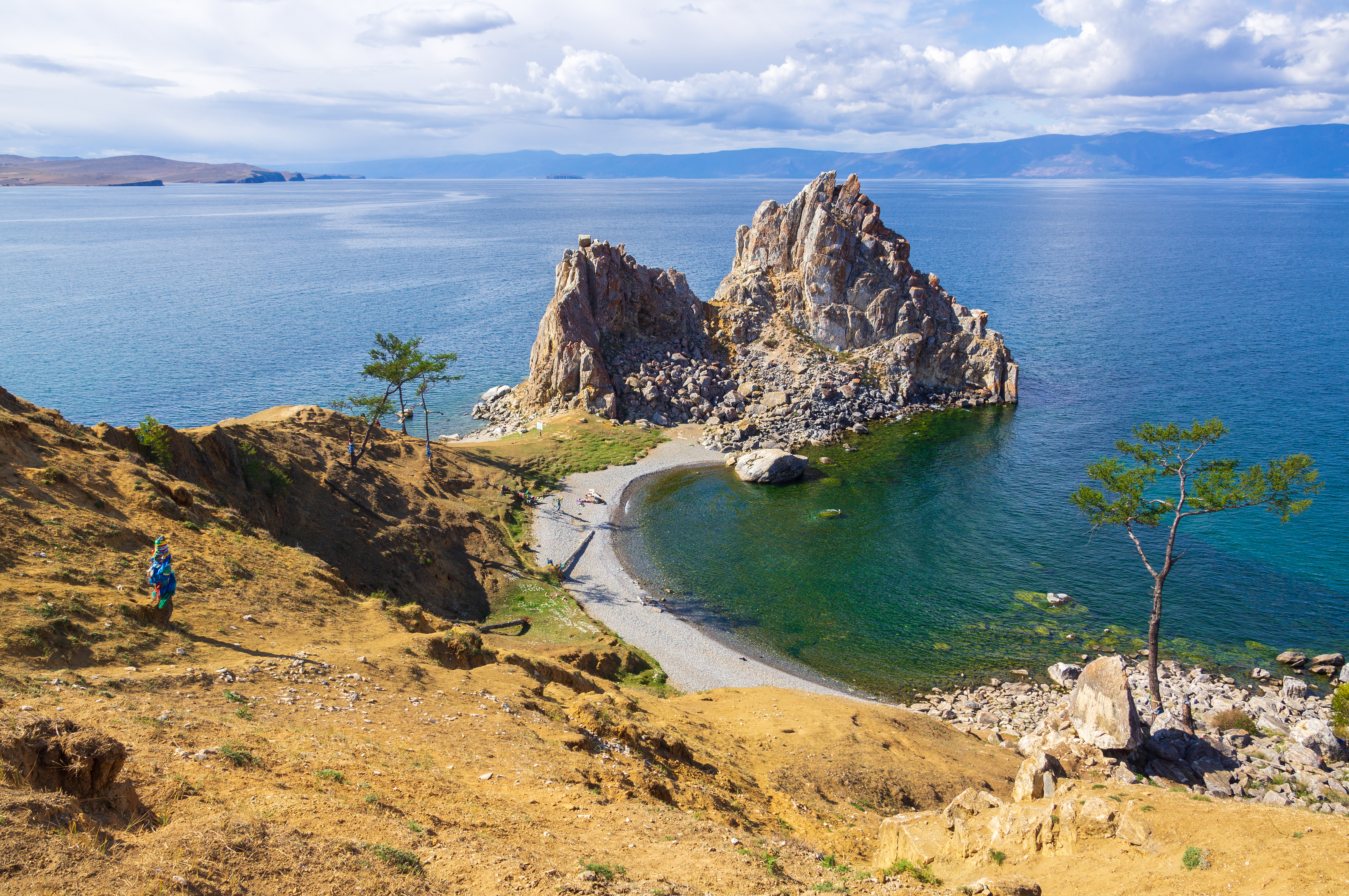
El lago Baikal.

El río Obi es el más occidental de los ríos siberianos. Forma una extensa cuenca junto con su afluente el Irtish.
El río Yeniséi es el principal río de Siberia y uno de los mayores de Asia, con unos 4093 km de longitud; su cuenca abarca unos 2 580 000 km².
El río Lena (en ruso: Лена), es el décimo río más largo del mundo y el que tiene la novena mayor ribera. Nace a 1640 m de altitud en los montes Baikal, al sur de la Meseta Central Siberiana, 20 km al oeste del lago Baikal.
El río Kolymá se encuentra en el noreste de Siberia. Tiene 2129 km de longitud y desagua una cuenca de 679 934 km², lo que lo convierte en el sexto más grande de Rusia.
El lago Baikal, con 636 km de longitud, 80 km de anchura y 1637 m de profundidad, es el más grande de los lagos de agua dulce en Asia y el más profundo de todo el mundo.
El lago Elgygytgyn está ubicado en el noreste de Siberia. Tiene un diámetro aproximado de 15 km y una profundidad de 175 m, y está ubicado en un cráter de impacto de meteorito creado hace 3,6 millones de años en el Plioceno. El diámetro del cráter es de 18 km.

## Historia

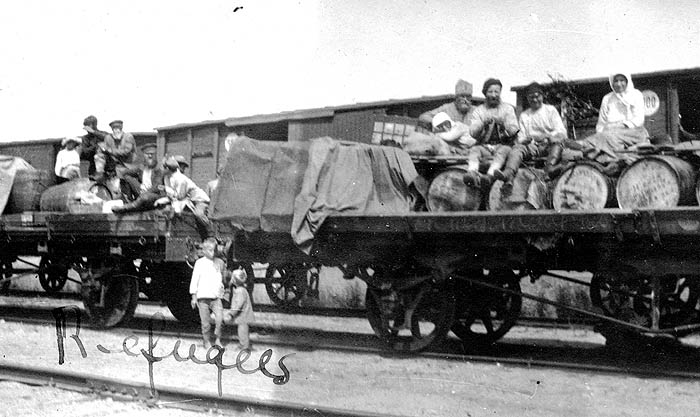
Refugiados en el Ferrocarril Transiberiano, 1918.

Siberia fue ocupada por diferentes grupos nómadas como los yenets, los nenets, los hunos, uigures, tunguses, udmurtos, komis, yakutos, tuvanos. Los mongoles conquistaron la región en el siglo XIII y finalmente se creó el kanato siberiano autónomo.
En el siglo XVI, los grupos de comerciantes y cosacos comenzaron a entrar en el área. Durante el gobierno de Iván IV El Terrible (exactamente en 1558), este concedió a la familia Stróganov una gran extensión a orillas del río Kama y el privilegio de reclutar soldados, obtener munición y emplazar fortalezas. Alarmado por la actividad rusa en sus tierras, el príncipe Kuchum de Siberia envió a su sobrino Majmetkul a saquear los dominios rusos con un ejército. Semión Stróganov, sin perder el tiempo, recurrió a dos caudillos cosacos, Yermak Timoféyevich e Iván Koltsó, y los puso al frente de un ejército de mil soldados. En 1581, Yermak cruzó los montes Urales y venció a las hordas de Majmetkul. Luego, el ejército ruso comenzó a establecer fortificaciones en el remoto este. Así aparecieron ciudades como Mangazeia, Tara, Yeniseysk y Tobolsk, siendo esta última declarada capital de Siberia. A mediados del siglo XVII, el territorio controlado por los rusos se había extendido hasta el Océano Pacífico.
Durante los siglos XVII y XVIII, la población rusa en Siberia siguió siendo escasa, debido tanto a la dureza del clima como a las enormes dificultades en las comunicaciones. Sólo algunas misiones exploratorias y comerciantes habitaron Siberia.

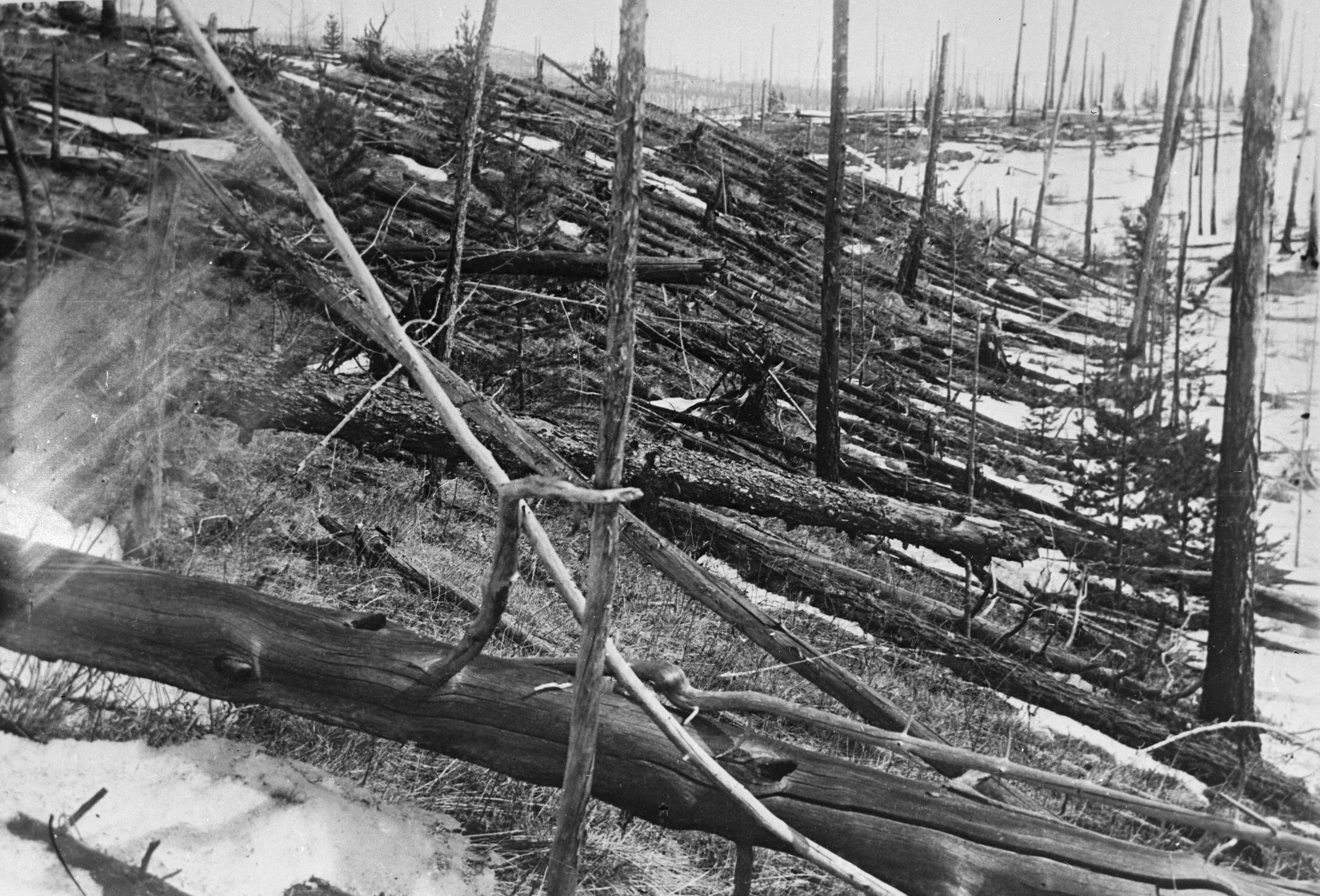
Evento de Tunguska.

Durante la segunda mitad del siglo XIX, se experimentaron las primeras oleadas de inmigrantes rusos, en su mayoría campesinos. Varios acontecimientos podrían explicar el movimiento migratorio a Siberia: la abolición de la servidumbre en Rusia en 1861, el exceso de población en la Rusia europea y sobre todo el ferrocarril transiberiano. Otro factor que contribuyó a esta oleada fue el envío a esta región de prisioneros de la Rusia europea o de territorios ocupados por los rusos, como el Zarato de Polonia. 
La katorga (en ruso: ка́торга, del griego: katergon, galera, o del tártaro: katargá, morirse) era un sistema penal existente en la Madre Rusia. Los prisioneros eran enviados a campos de prisioneros remotos, ubicados en las vastas áreas deshabitadas de Siberia y eran sometidos a un régimen de trabajos forzados. El sistema penal zarista, comenzó a aplicarse en el siglo XVII y tras la caída del Imperio ruso, esta práctica fue continuada por los bolcheviques, tras la Revolución de Octubre de 1917, con unos campos de reeducación y trabajo, conocidos con el nombre de Gulag.
El primer gran cambio en Siberia fue el Ferrocarril Transiberiano, construido en 1891-1903. Promovido por el zar Nicolás II, unió más a Siberia con el resto de Rusia.
Durante el mandato de Stalin se utilizó una serie de campamentos de prisioneros, conocidos como gulags, donde llevaban a cabo trabajos forzados. Esto se hizo tan frecuente que "Siberia" llegó a ser considerada sinónimo del exilio y el castigo.
Durante la Segunda Guerra Mundial, la mayoría de las actividades industriales se trasladaron a Siberia con la finalidad de protegerlas de los ataques del ejército alemán. Siberia cuenta con muchos recursos naturales, que se explotaron durante el siglo XX (gracias a los planes quinquenales), por lo que surgieron ciudades industriales en diversos lugares de la región.

## División administrativa
Geográficamente, Siberia incluye los distritos federales de los Urales, Siberia y del Lejano Oriente. Desde el punto de vista histórico, el Extremo Oriente ruso se considera parte de Siberia.

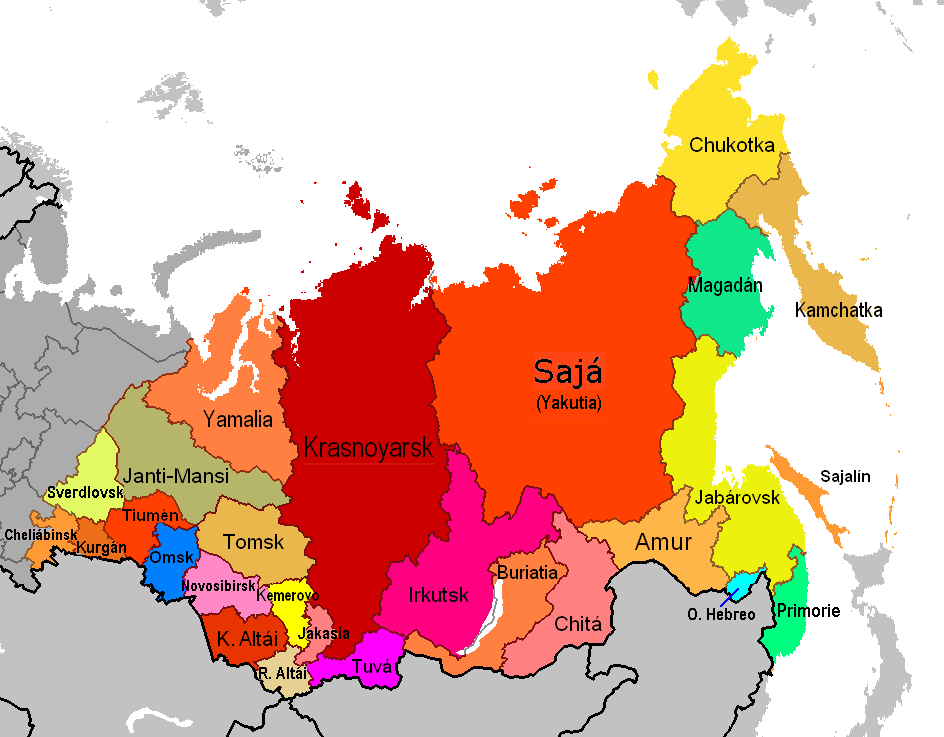
División política de Siberia en sujetos federales.

Distrito federal de Siberia
Siberia rusa geográfica
Siberia histórica (y Siberia según numerosas fuentes no rusas).

| Sujeto                              | Centro administrativo |
| ----------------------------------- | --------------------- |
| Distrito federal del Ural           |                       |
| Janti-Mansi                         | Janti-Mansisk         |
| Óblast de Kurgán                    | Kurgán                |
| Óblast de Tiumén                    | Tiumén                |
| Yamalia-Nenetsia                    | Salejard              |
| Distrito federal de Siberia         |                       |
| Krai de Altái                       | Barnaúl               |
| República de Altái                  | Gorno-Altaysk         |
| Óblast de Irkutsk                   | Irkutsk               |
| República de Jakasia                | Abakán                |
| Óblast de Kémerovo                  | Kémerovo              |
| Krai de Krasnoyarsk                 | Krasnoyarsk           |
| Óblast de Novosibirsk               | Novosibirsk           |
| Óblast de Omsk                      | Omsk                  |
| Óblast de Tomsk                     | Tomsk                 |
| República de Tuvá                   | Kyzyl                 |
| Distrito federal del Lejano Oriente |                       |
| República de Sajá                   | Yakutsk               |

| Sujeto                              | Centro administrativo    |
| ----------------------------------- | ------------------------ |
| Distrito federal del Lejano Oriente |                          |
| Óblast de Amur                      | Blagovéshchensk          |
| Chukotka                            | Anádyr                   |
| Óblast autónomo Hebreo              | Birobidzhán              |
| Krai de Kamchatka                   | Petropávlovsk-Kamchatski |
| Krai de Jabárovsk                   | Jabárovsk                |
| Óblast de Magadán                   | Magadán                  |
| Krai de Primorie                    | Vladivostok              |
| Óblast de Sajalín                   | Yuzhno-Sajalinsk         |
| República de Buriatia               | Ulán-Udé                 |
| Óblast de Chitá                     | Chitá                    |
| Distrito federal del Ural           |                          |
| Óblast de Cheliábinsk               | Cheliábinsk              |
| Óblast de Sverdlovsk                | Ekaterimburgo            |

### Ciudades principales
Las principales ciudades siberianas son:
- Barnaúl
- Cheliábinsk
- Ekaterimburgo
- Irkutsk
- Jabárovsk
- Kémerovo
- Krasnoyarsk
- Novokuznetsk
- Novosibirsk
- Omsk
- Tiumén
- Tomsk
- Vladivostok

## Demografía

Gráfica en la que se compara el crecimiento de las nueve ciudades más grandes de Siberia durante el.

Siberia tiene una población total de aproximadamente 38,7 millones de habitantes (est. 2005). Aproximadamente el 70 % de los habitantes vive en áreas urbanas; las más importantes se ubican en la parte meridional, a lo largo de la línea ferroviaria del Transiberiano. En la mayor parte de las ciudades siberianas abundan los pequeños apartamentos. Muchas personas de las áreas rurales viven en simples, pero espaciosas, casas de madera.
Novosibirsk es la ciudad más grande de Siberia, con una población de cerca de 1,5 millones, seguida por Ekaterimburgo (1,3 millones), Omsk (1,1 millones), Cheliábinsk (1.07 millones), Krasnoyarsk (0,91 millones), Barnaul (0,60 millones), Irkutsk (0,59 millones), Vladivostok (0,6 millones), Kémerovo (0,52 millones), Tiumén (0,51 millones), Tomsk (0,48 millones), Nizhni Tagil (0,39 millones), Kurgán (0,36 millones), Ulán-Udé (0,36 millones), Chitá (0,32 millones).

### Composición étnica y lenguas
La mayor parte de los siberianos (89 %) son rusos y ucranianos, siendo los eslavos mayoritarios en la mayoría de los "óblast" y "krai", pero en ciertas repúblicas (por ejemplo Tuvá), la población eslava es de apenas un 20 %.
La mayoría de los grupos no eslavos son de origen túrquico. Las principales minorías lingüísticas son los mongoles (600 000 hablantes), los urálicos, samoyedos, ugrios, yukagiros (aproximadamente 100 000 hablantes), manchú-tunguses (40 000 hablantes), chucoto-camchadales (25 000 hablantes), esquimal-aleutianos (aproximadamente 2000 hablantes), y otros grupos aislados, como Ketes y Nivjis.

### Religión

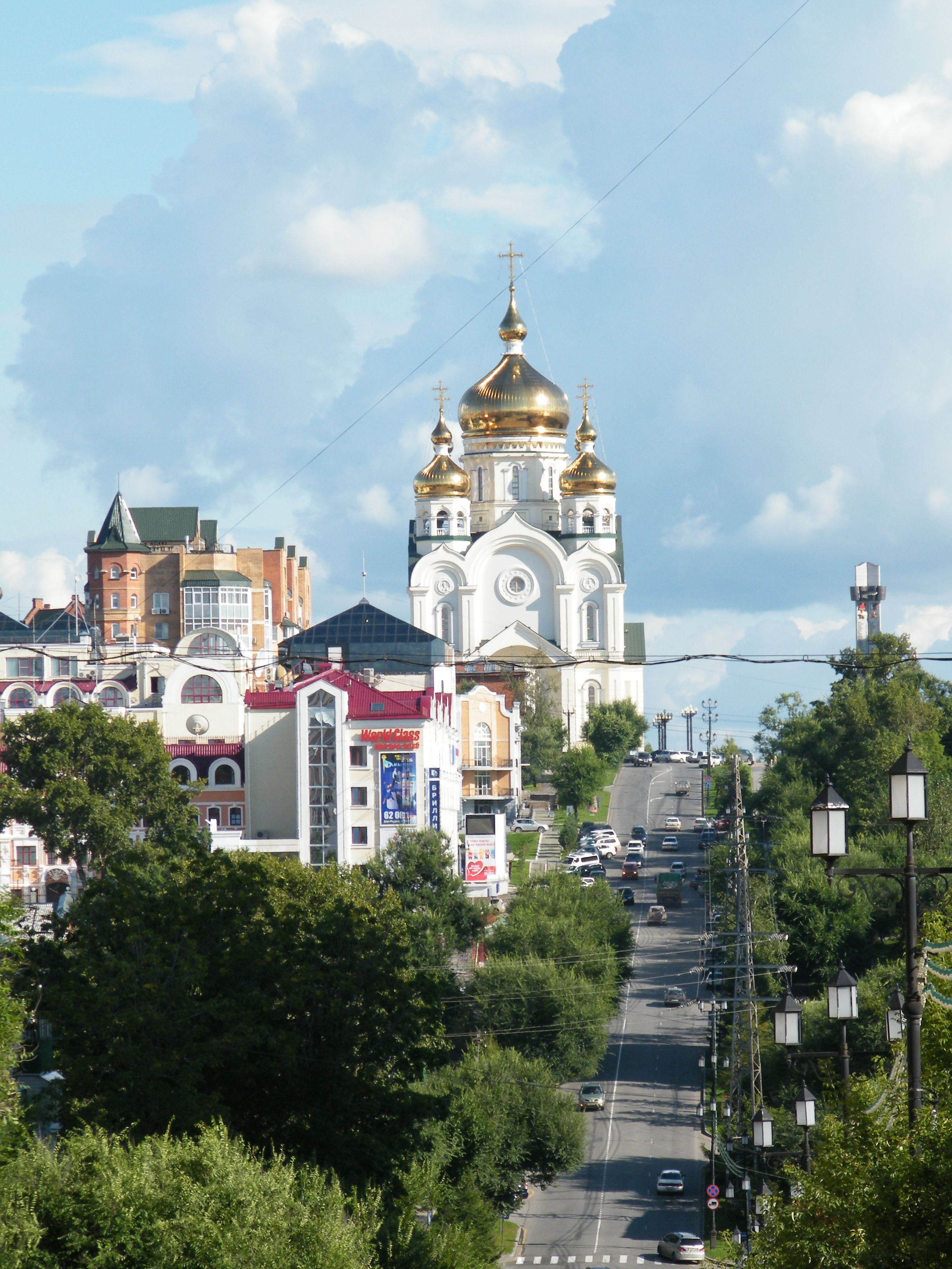
Catedral de la Transfiguración, en Jabárovsk.

Como en todas partes de Rusia, la religión tiene un papel importante en la vida siberiana. Hay una variedad de creencias en todas partes de Siberia incluyendo el budismo, el islam, el judaísmo, y el cristianismo. La confesión mayoritaria es la Iglesia ortodoxa rusa. Sin embargo, la religión nativa se remonta a hace miles de años. El vasto territorio de Siberia tiene muchas tradiciones diferentes locales de dioses. Entre estos se incluyen: Ak Ana, Anapel, Bugady Musún, Kara Khan, Khaltesh-Anki, Kini'je, Kutkh, Nga, Nu'tenut, Numi-Torem, Numi-Turum, Pon, Pugu, Todote, Toko'yoto, Tomam, Xaya Iccita, Zonget.

### Economía
Pese a tener ciudades con más de 1 millón de habitantes, y por lo lejana y aislada que está la región de la capital de Rusia (Moscú), las industrias en Siberia están prácticamente relacionadas con la economía primaria, donde existen algunos de los depósitos más grandes del mundo de níquel, oro, plomo, molibdeno, diamantes, zafiros, plata y zinc, así como extensas e inexploradas reservas de petróleo y gas natural, de los que la mayor parte están en la fría y remota Región Oriental y en la parte rusa del Océano Ártico. Siberia es extraordinariamente rica en minerales, puesto que contiene minas de casi todos los metales económicamente valiosos (en gran parte debido a la ausencia de glaciación en el Cuaternario).
La agricultura no se puede desarrollar en el norte de Siberia por las permanentes heladas y los suelos congelados (permafrost). Sin embargo, en el sudoeste, donde los suelos son tierras negras sumamente fértiles y el clima es un poco más moderado, existen extensos cultivos de trigo, cebada, centeno y patatas. En los pastizales se desarrolla el ganado. Siberia tiene los bosques más grandes del mundo, de modo que la madera es una fuente importante de ingresos, sobre todo porque los bosques del este son capaces de recuperarse rápidamente.

## Transporte
El ferrocarril transiberiano se inauguró el 21 de julio de 1904, tras trece años de trabajos. Con una extensión de 9288 kilómetros, une Moscú con el Océano Pacífico de Rusia, más precisamente con Vladivostok (localizada en el mar del Japón, y cuyo significado en ruso es 'Poder sobre el oriente'), atravesando la mayor parte de la que fue Asia soviética. Esta vía, que atraviesa ocho zonas horarias y cuyo recorrido dura cerca de 7 días de viaje, constituye el servicio ferroviario más largo del mundo. 
En cuanto a pasos vehiculares, existe la carretera transiberiana, una autopista federal que comunica San Petersburgo con Vladivostok pasando por Moscú, la cual se extiende por 11 000 kilómetros de ruta pavimentada, siendo así la carretera nacional más larga del mundo. 
El transporte aéreo en Siberia es constante pese a la dureza del clima, estando sus ciudades principales dotadas de aeropuertos aptos para las condiciones climáticas de la zona como el Aeropuerto de Ekaterimburgo-Koltsovo, considerado el tercer aeropuerto más importante de Rusia después de los de Moscú y San Petersburgo.
En el transporte marítimo, el Océano Ártico ruso forma parte de la Ruta Marítima del Norte (llamada también Paso del Noreste), un sistema de navegación que conecta este océano con el Atlántico y el Pacífico. Si bien es navegable sólo durante dos meses del año, el deshielo del Ártico producto del calentamiento global ha permitido el paso de barcos por esta zona durante tiempos más prolongados, incluso con proyectos de parte del gobierno ruso para construir puertos habitables en el Norte de Siberia. El transporte fluvial en la región fue activo pese al continuo congelamiento de los ríos de la región hasta el Siglo XVIII, cuando el transporte terrestre empezó su auge con la construcción de carreteras; sin embargo, las poblaciones nativas aún usan los ríos de Siberia como sus principales vías de transporte para llegar a poblaciones vecinas.

## Cultura
- Lenguas: Ruso - Lenguas yeniseianas - Lenguas chucoto-camchatcas - Lenguas paleosiberianas.
- Deporte: FC Ural Ekaterimburgo,FC Novosibirsk, Tiumén, Yenisey Krasnoyarsk, SKA-Jabarovsk (fútbol), Enisey Krasnoyarsk, Spartak Primorje (baloncesto), Lokomotiv Yaroslavl, Admiral Vladivostok, Amur Khabarovsk, Avangard Omsk, Avtomobilist Yekaterinburg (hockey sobre hielo).
- Música: El compositor y director de orquesta soviético Yevgueni Svetlánov, junto a Igor Yakushenko, compuso la Fantasía siberiana para orquesta, Op.9 (1953).[5]

## Véase también

Bandera de Siberia.

### Personajes célebres
- Gabduljái Ajátov
- Yul Brynner
- Mijaíl Kaláshnikov
- Rudolf Nuréyev
- María Sharápova
- Dmitri Hvorostovsky
- Aleksandr Sokúrov
- Eduard Artémiev
- Irina Cháshchina